# Gallinaro
Gallinaro település Olaszországban, Lazio régióban, Frosinone megyében. Lakosainak száma 1198 fő (2023. január 1.). Gallinaro Atina, San Donato Val di Comino, Alvito, Picinisco és Settefrati községekkel határos.

## Népesség
A település lakossága az elmúlt években az alábbi módon változott:
| Lakosok száma | 1265 | 1232 | 1198 |
|               | 2017 | 2018 | 2023 |